# Aeroportul Lake Baringo
Aeroportul Lake Baringo (IATA: LBN) este un aeroport din Kenya ce deservește zona Wilaya ya Baringo⁠(d).
aeroportul dispune de o singură pistă.